# Hans Walter Schaub
Hans Walter Schaub (* 29. September 1913 in Bottmingen; † 3. Oktober 1994 in Reigoldswil) war ein Schweizer Geologe und Paläontologe.

## Biografie
Schaub war der Sohn von Lehrer Walter Schaub und von Emma Herzog. Er ging in Binningen zur Schule und auf das Mathematisch-Naturwissenschaftliche Gymnasium in Basel (während seiner Schulzeit umbenannt, vorher Obere Realschule), an der er 1932 seine Matura erhielt. Danach studierte er an der Universität Basel Botanik, Zoologie, Mathematik und Geographie (bzw. Geowissenschaften) und wurde Lehrer (1937 Mittellehrerexamen und 1941 Oberlehrerexamen in Biologie). Daneben leistete er einen längeren Militärdienst (zuerst als Gebirgssanitäter, später wurde er Quartiermeister), studierte von 1938 bis 1948 neben Zoologie und Botanik zusätzlich Geologie und Mineralogie und promovierte in Geologie. In seiner Dissertation behandelte er die Stratigraphie des Schlierenflyschs, in dem er Nummuliten fand. 1951 veröffentlichte er dazu eine grundlegende Monographie. Von 1945 bis 1959 war er Lehrer am Realgymnasium in Basel. Für seine wissenschaftliche Arbeit war er teilweise beurlaubt und vom Schweizer Nationalfonds unterstützt. Nach der Habilitation 1958 war er am Lehrstuhl von Louis Vonderschmitt in Basel als Privatdozent für Geologie und Paläontologie. 1959 wurde er Direktor des Naturhistorischen Museums in Basel, dessen öffentliche Präsentation er modernisierte. Ab 1960 war er ausserdem ausserordentlicher Professor für Geologie (Stratigraphie) an der Universität Basel und wurde dafür vom Schuldienst suspendiert. 1979 ging er in den Ruhestand und zog nach Reigoldswil.
Schaub war Experte für Mikropaläontologie, speziell Nummuliten. Er untersuchte sie ausser in der Schweiz besonders in den Pyrenäen. 1981 veröffentlichte er eine grosse dreibändige Monographie über Nummuliten der Tethys im Tertiär (Paläogen). Er verglich die Nummuliten an verschiedenen Lokalitäten der Tethys im unteren Tertiär und fand in dem bis dahin als Typregion geltenden Pariser Becken Schichtlücken, die er mit den Untersuchungen aus den Pyrenäen und der Schweiz füllen konnte. Mit Lukas Hottinger führte er 1960 als neue Schichtstufe das Llerdien ein (benannt nach dem katalanischen Llerida). Den Schlierenflysch konnte er als selbstständige tektonische Einheit etablieren (kontinuierliche Sedimentation in kleinen Zyklen von oberer Kreide bis Ypresium).
Im Museum sorgte er für die Trennung der wissenschaftlichen Sammlung von der Schausammlung und sorgte dafür, dass die Typexemplare sicher in einem dreistöckigen Lagerkeller (sicher vor Katastrophen wie dem Verlust grosser Teile der Sammlung im Zweiten Weltkrieg) untergebracht wurden. Dort fanden auch die Sammlungen aus dem Deep Sea Drilling Project ihren Platz. Seit 1950 arbeitete er am Geologischen Atlas der Schweiz mit (Blätter Alpnach, Sörenberg).
Er war wie sein Vater Mitglied der Sozialdemokratischen Partei der Schweiz (SP). Von 1954 bis 1984 war er im Erziehungsrat von Basel und von 1964 bis 1976 Mitglied des Grossen Rats von Basel-Stadt. 1963 kandidierte er erfolglos für einen Sitz im Ständerat als Nachfolger von Hans-Peter Tschudi. In den 1960er Jahren unterstützte er aktiv die Wiedervereinigung der beiden Basler Halbkantone.
Ab 1950 war er Mitglied der Schweizerischen Geologischen Kommission. 1993 wurde er Ehrenmitglied auf dem Mikropaläontologischen Kongress in Paris.
Er war zweimal verheiratet. Nach dem Tod seiner ersten Frau 1944 heiratete er 1946 Esther Nidecker, mit der er drei Kinder hatte.

## Schriften
Ausser den in den Fussnoten zitierten Arbeiten.
- mit L. Vonderschmitt: Neuere Untersuchungen im Schlierenflysch. In: Eclogae Geologicae Helvetiae, 36 (1943), S. 207–215.
- mit L. Hottinger: Zur Stufeneinteilung des Paleocaens und des Eocaens. Einführung der Stufen Ilerdien und Biarritzien. In: Eclogae Geologicae Helvetiae, 53 (1960), S. 453–480.
- Schlierenflysch (mit Beitrag über das Nannoplankton von W. W. Hay und H. P. Mohler). In: Bulletin der Schweizer. Vereinigung von Petroleum-Geologen und -Ingenieuren, 31 (1964–1965), Nr. 81 (April 1965), S. 124–134 (Digitalisat in E-Periodica).
- mit C. Kapellos: Zur Korrelation von Biozonierungen mit Grossforaminiferen und Nannoplankton im Paläogen der Pyrenäen. In: Eclogae Geologicae Helvetiae, 66 (1973), S. 687–737.
- mit C. Kapellos: L'Ilerdien dans les Alpes, dans les Pyrénées et en Crimée. Correlation des zones à grands Foraminifères et ä Nannoplancton. In: Bull. Soc. géol. France, 17 (1975), S. 148–161.
- The Campo-Section (NE Spain), a tethyan parastratotype of the Cuisian. In: Neues Jahrbuch für Geologie und Paläontologie, Abhandlungen, 186 (1992), S. 63–70.